# The Bait (film 1916)
The Bait è un film muto del 1916 diretto da William Bowman. Prodotto da David Horsley, era interpretato da Betty Harte, William Clifford, Oliver C. Allen, Fred Montague, Edward Alexander, Marvel Spencer, Margaret Gibson.

## Trama
Tom Sloan usa la moglie come esca: Margot deve attirare gli uomini al saloon, dove i clienti sono alleggeriti del loro denaro. Una delle vittime, sospettando la trappola, ferisce il padre di Margot e lascia come morto Tom. Dopo aver abbandonato la città con la figlia, il padre, in punto di morte, confessa a Margot che lei e Tom non erano mai stati legalmente sposati.
Margot si sposa con Bruce, un cacciatore, ma a rovinarle una vita felice ritorna Tom che la costringe a sottrarre al marito del denaro che doveva servire a pagare gli altri cacciatori. Del furto viene accusato Bruce ma Margot riesce, usando sé stessa come esca, ad attirare in una trappola per animali Tom che cade e muore. Bruce viene riconosciuto innocente e Margot, finalmente, è definitivamente libera.

## Produzione
Il film fu prodotto dalla David Horsley Productions e dalla Centaur Film Company.

## Distribuzione
Distribuito dalla Mutual, il film uscì nelle sale cinematografiche statunitensi il 22 gennaio 1916.
Copia completa della pellicola si trova conservata negli archivi della Filmoteca Española di Madrid.